# Bansgaon
Bansgaon è una suddivisione dell'India, classificata come nagar panchayat, di 14.086 abitanti, situata nel distretto di Gorakhpur, nello stato federato dell'Uttar Pradesh. In base al numero di abitanti la città rientra nella classe IV (da 10.000 a 19.999 persone).

## Geografia fisica
La città è situata a 26° 33' 31 N e 83° 20' 53 E e ha un'altitudine di 67 m s.l.m..

## Società

### Evoluzione demografica
Al censimento del 2001 la popolazione di Bansgaon assommava a 14.086 persone, delle quali 7.134 maschi e 6.952 femmine. I bambini di età inferiore o uguale ai sei anni assommavano a 2.375, dei quali 1.207 maschi e 1.168 femmine. Infine, coloro che erano in grado di saper almeno leggere e scrivere erano 8.264, dei quali 4.884 maschi e 3.380 femmine.